# Marsokhod
Marsokhod foi a designação de um estudo iniciado em 1961 pelo escritório de projetos Barmin, de um possível rover soviético a ser utilizado em solo marciano, como parte do Programa Marte.
Os primeiros conceitos consideravam veículos articulados com duas ou três sessões que poderiam atuar de forma independente ou em diferentes combinações dependendo da finalidade da missão. Os conceitos mais elaborados chegaram a considerar rovers tripulados equipados dom braços articulados de forma que as operações na superfície poderiam ser realizadas confortavelmente de dentro da cabine do rover sem trajes pesados. Os conceitos posteriores eram mais austeros, permitindo uma mobilidade limitada nos arredores do local de pouso no curto período de 7 a 30 dias de missão projetado.
Depois da dissolução da União Soviética, o projeto de um rover marciano voltou a ser considerado como parte do programa Phobos, e um protótipo chegou a ser produzido. Mas dessa vez, por questão de orçamento, o projeto do rover sofreu vários adiamentos e foi deixado de lado priorizando o pouso nas luas de Marte.